# Manichäische Schrift
Die manichäische Schrift ist eine der Konsonantenschriften, die zum Schreiben manichäischer Texte in den mitteliranischen Sprachen – insbesondere [manichäisches] Mittelpersisch, [manichäisches] Parthisch, Frühneupersisch, Sogdisch und Baktrisch – als auch in der altuigurischen Sprache entwickelt wurde.
Manichäisch wird horizontal von rechts nach links geschrieben, wobei manche Buchstabenkombinationen zu Ligaturen verbunden werden. Im Gegensatz zu den Pahlavi-Schriften verzichtet Manichäisch auf Archaismen und Heterogramme.